# Dánae (Correggio)
Dánae (en italiano, Danae) es un cuadro del artista italiano del Renacimiento Antonio Allegri da Correggio, realizado alrededor de 1531 y conservado en la Galería Borghese de Roma.

## Historia
La obra fue encargada por el duque de Mantua Federico II Gonzaga, como parte de una serie representando los amores de Júpiter, quizás destinado al Salón Ovidio, en su Palacio del Té de Mantua. Después de la muerte del Duque, la obra fue llevada a España.
En 1584, el pintor Giovanni Paolo Lomazzo menciona el lienzo en Milán, en la colección del escultor Leone Leoni. Su hijo Pompeo Leoni lo vendió al emperador Rodolfo II (1601-1603); luego, al mismo tiempo que la obra de Correggio Leda y el cisne, fue llevada de Praga a Estocolmo como botín de guerra por el rey Gustavo Adolfo de Suecia. Su hija Cristina, después de haber abdicado, llevó la obra con ella a Roma. Tras su muerte el cardenal Decio Azzolino lo heredó, siendo vendido posteriormente por un heredero del cardenal a Livio Odescalchi, duque de Bracciano, y más adelante propiedad de Felipe II de Orleans.
Como la mayoría de la colección de la familia de Orleans, en 1792, el cuadro fue vendido a Ingleterra, donde permaneció hasta que en 1827, fue adquirida en París por el príncipe Camillo Borghese para su colección romana.

## Tema
La pintura representa la figura de la mitología griega Dánae, hija de Acrisio, rey de Argos. Un oráculo predijo que Acrisio sería asesinado por el hijo de Dánae, había encerrado a su hija en una torre de bronce. Sin embargo, según el poeta romano Ovidio, en sus Metamorfosis, Júpiter se acercó a ella en forma de una lluvia de oro y la convirtió en la madre de Perseo.
Correggio representa a Dánae acostada en una cama, mientras que Eros, en forma de un niño, la desviste bajo una lluvia de oro procedente de una nube. Al pie de la cama, dos putti están comprobando si es oro.